# Alice in Chains
Alice in Chains es una banda de grunge estadounidense fundada en 1987 en Seattle, por Layne Staley (voz), Jerry Cantrell (guitarra/voz), Mike Starr (bajo) y Sean Kinney (batería/percusión). En 1993 Mike Inez se uniría como reemplazo de Starr. Posteriormente William DuVall sería el vocalista, tras el fallecimiento de Staley en 2002.
Formó parte del movimiento grunge en los años 1990, con un sonido más pesado y orientado al heavy metal y al sludge metal que los grupos más cercanos del género. La banda logró emerger de la escena de Seattle hasta convertirse en una de las bandas más importantes del género grunge, llegando a vender más de 30 millones de discos en todo el mundo, y más de 14 millones de discos sólo en los EE. UU. Parte de la clave de su éxito fue la combinación de un sentido de indiferencia y crudeza propio del grunge con la fuerza del metal y un característico juego armónico en las voces, así como los arreglos ocasionales al estilo blues.
En 2006 se anunció la reunión de todos sus miembros, siendo el fallecido vocalista Layne Staley sustituido por William DuVall, exmiembro de Comes with the Fall. La edición de un nuevo álbum de estudio, titulado Black Gives Way to Blue, salió a la venta el 29 de septiembre de 2009. Su álbum más reciente, titulado Rainier Fog, fue lanzado el 24 de agosto de 2018.

## Historia

### Primeros años yFacelift(1987-1992)
Alice in Chains se formó oficialmente en el año 1987, cuando el baterista y cantante Layne Staley y el guitarrista Jerry Cantrell se conocieron en una fiesta y decidieron formar una banda, ya que compartían gustos musicales y habían estado tocando en bandas de glam metal (estilo predominante en la época). Poco después, Cantrell se topó con el bajista de Gipsy Rose, Mike Starr, quien aceptó la oferta de entrar en la banda. Por último, solo quedaba vacante el puesto de batería, para lo cual se reclutó a Sean Kinney, quien estaba saliendo con la hermana de Starr. Quedó así conformada la banda y comenzaron a actuar en locales de Seattle. Después de varios nombres, los integrantes optaron por llamarse a sí mismos Alice in Chains, derivado del nombre de la antigua banda de Staley, Alice 'N Chainz.
El sello Columbia Records les descubrió durante una de sus actuaciones y les ofreció un contrato discográfico en 1989. Después de componer y grabar una serie de demos durante aquel año, decidieron entrar en un estudio de grabación para editar su primer EP en 1990, We Die Young, cuya canción homónima les valió una moderada popularidad en las radios de metal estadounidenses. Sin embargo, las pobres ventas que alcanzó el EP lo convirtieron en una auténtica pieza de coleccionista. Al finalizar el año, Alice in Chains ya había editado un primer LP bajo el título de Facelift. En éste hay una clara influencia del sonido de Black Sabbath, aunque seguía encuadrado dentro del grunge, sonido que comenzaba a ganar popularidad a finales de los años 80 y que era originario de Seattle. La canción «Man in the Box» consiguió un inusitado éxito de popularidad gracias, en parte, a la difusión de su vídeo en el influyente canal musical MTV (si bien la palabra shit del video fue cambiada por spit). Gracias también a la gira promocional con Iggy Pop y Van Halen, Facelift alcanzó el disco de oro antes de llegar al final de 1990. La repentina popularidad del disco debut de la banda hizo que la reedición de We Die Young alcanzase rápidamente altas cotas de ventas. «Man in the Box» consiguió una nominación a los premios Grammy en 1991. Esta fue la primera nominación a los Grammy de una larga retahíla, aunque la banda nunca salió ganadora.

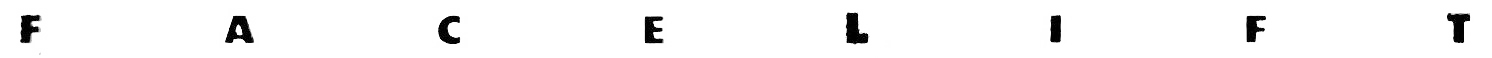
Facelift

En 1991 se editó el vídeo de un concierto en el teatro Moore de Seattle, que tuvo lugar el 22 de diciembre de 1990, bajo el nombre de Live Facelift. En ese mismo año se rodó la película Singles a cargo del director Cameron Crowe, donde la banda aparecía tocando la canción «It Ain't Like That» en un bar, incluyendo otra canción en la banda sonora del film, «Would?», inédita hasta la fecha. Ese mismo año la banda compartió gira con grupos como Megadeth, Slayer, Anthrax o Suicidal Tendencies. Un año después la banda editaría el EP acústico Sap, con la colaboración de Ann Wilson (Heart), Mark Arm (Mudhoney) y Chris Cornell (Soundgarden).
En pleno apogeo de su éxito, Staley cayó en una terrible depresión y adicción a las drogas, mientras que irónicamente la audiencia de la banda crecía considerablemente. Alice in Chains comenzó en septiembre del mismo año a trabajar en su siguiente disco, Dirt, bajo la producción de Dave Jerden ( igual que en su disco anterior). Su primer sencillo, «Would?», ya había aparecido en la banda sonora de Singles y había alcanzado bastante popularidad gracias a ello. Fue uno de los mayores éxitos de la banda, convirtiéndose en un himno de la Generación X.

### Dirt(1992-1995)

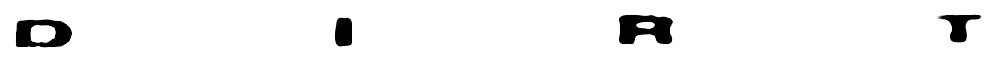
Dirt

Dirt fue editado a finales de 1992 y se colocó en el puesto número 6 del Billboard, alcanzando el primero de los tres discos de platino que conseguiría antes de rematar el año. Fue en este momento cuando se comenzó a especular con la posible adicción a la heroína de Staley, una especulación provocada en mayor medida por las oscuras y depresivas letras de Dirt. A comienzos de 1993 empezó Down In A Hole, una intensa gira de seis semanas de duración. Dicha gira fue demasiado para el bajista Mike Starr, quien dejó el grupo para fundar su propio proyecto: Sun Red Sun. Fue reemplazado por Mike Inez, bajista en directo de la banda Ozzy Osbourne. La nueva formación debutó en el Tour Lollapalooza junto a Dinosaur Jr, Babes in Toyland, Rage Against the Machine, Fishbone, Arrested Development y Tool. Durante el verano de 1993 su popularidad crecía mientras seguían los rumores sobre el abuso de drogas y la mentalidad de autodestrucción de la banda, especialmente de su vocalista. Canciones como «Junkhead» y «Angry Chair», con referencias implícitas a la heroína, ayudaron a difundir estos rumores. Ese año, la banda colaboró en la grabación de la banda sonora de la película Last Action Hero con las canciones «What the Hell Have I» y «A Little Bitter», que se convirtieron en las primeras contribuciones del nuevo bajista con Alice in Chains en un estudio de grabación.

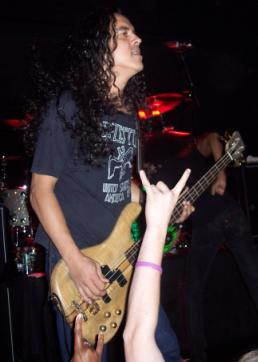
El bajista Mike Inez

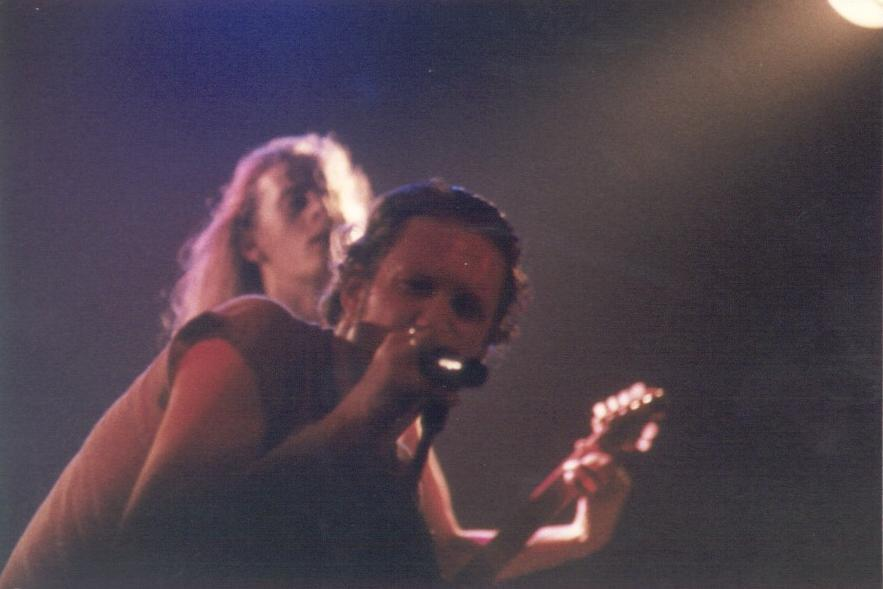
Jerry Cantrell y Layne Staley (1992)

A comienzos de 1994 el grupo se lanzó de nuevo al estudio con Jar of Flies, otro EP acústico que, además, alcanzó el número 1 en la lista de álbumes grandes. Se convirtió en el primer EP en conseguirlo. Alice in Chains compartió gira con Metallica y Suicidal Tendencies para promocionar Dirt, aunque la adicción a las drogas de Staley provocó la suspensión de varios conciertos de dicho tour. Por su parte, el bajista Mike Inez grabó el disco It's 5 O'Clock Somewhere con Slash (guitarrista de Guns N' Roses) en su proyecto Slash's Snakepit.
A finales de ese mismo año (1994) y bajo el nombre de The Gacy Bunch, Layne Staley, Mike McCready (Pearl Jam), Barrett Martin (Screaming Trees) y John Baker Saunders (The Walkabouts) ofrecieron una serie de conciertos en bares locales, lo que se convertiría en el germen de Mad Season. Esta formación grabaría en 1995 su único disco, Above, en el que domina un sonido mezcla de grunge y blues, con la colaboración del vocalista de los Screaming Trees, Mark Lanegan. Este año, la banda volvió a perder en una edición de los premios Grammy, esta vez con la canción «I Stay Away», del EP Jar of Flies.

### Alice in Chains(1995-1997)

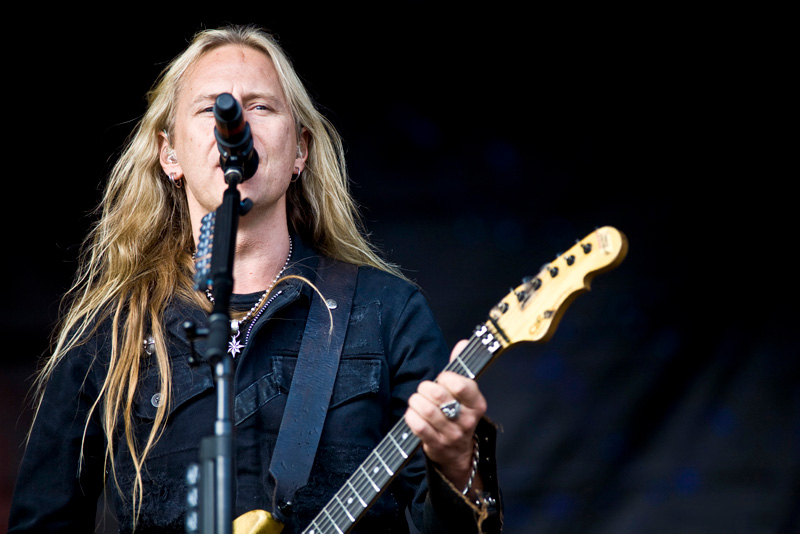
El guitarrista Jerry Cantrell.

La planificación de un nuevo disco de la banda se hizo realidad en abril de 1995, cuando la banda entró en el estudio para grabar su tercer álbum de larga duración, finalmente homónimo después de que se barajasen otros nombres (como Tripod). El disco fue editado en noviembre y alcanzó una enorme popularidad. Esto acabó por destrozar los ánimos de Layne Staley, que se introdujo cada vez más en el oscuro mundo de la heroína, lo que impidió que se realizase alguna gira promocional. Aun así, el disco debutó en el primer puesto en Estados Unidos y consiguió el disco de platino a las dos semanas. Es considerado por la crítica (y el público en general) como el último gran disco grunge que se lanzó, ya que la mayoría de las demás bandas del movimiento cambiaron su sonido a uno más accesible o directamente se disolvieron por problemas internos.
La banda se vio envuelta en una popularidad inusitada, consiguiendo salir del ojo público para un prolongado descanso que terminó en 1996 con la grabación de una edición de MTV Unplugged. Dicha grabación impresionó a los fanes debido a la evidente debilidad de Staley, quien tuvo que ser ayudado varias veces por Cantrell en la ejecución vocal al olvidarse de varios versos y estribillos. La atmósfera creada para la grabación del concierto también contribuyó a la sensación de debilidad y depresión, con un Staley vestido en su totalidad de negro y un decorado lleno de velas. El disco de la interpretación llevada a cabo en el programa alcanzó el tercer puesto en las listas americanas y llegó a su vez a la certificación de disco de platino. También en 1996, la banda fue telonera de Kiss debido a la cancelación de Stone Temple Pilots en dicha actuación debido a los problemas con las drogas de su vocalista, Scott Weiland. El concierto del 3 de julio, perteneciente a dicha gira, fue el último con Layne Staley como vocalista del grupo.

### Receso y muerte de Staley (1997-2002)

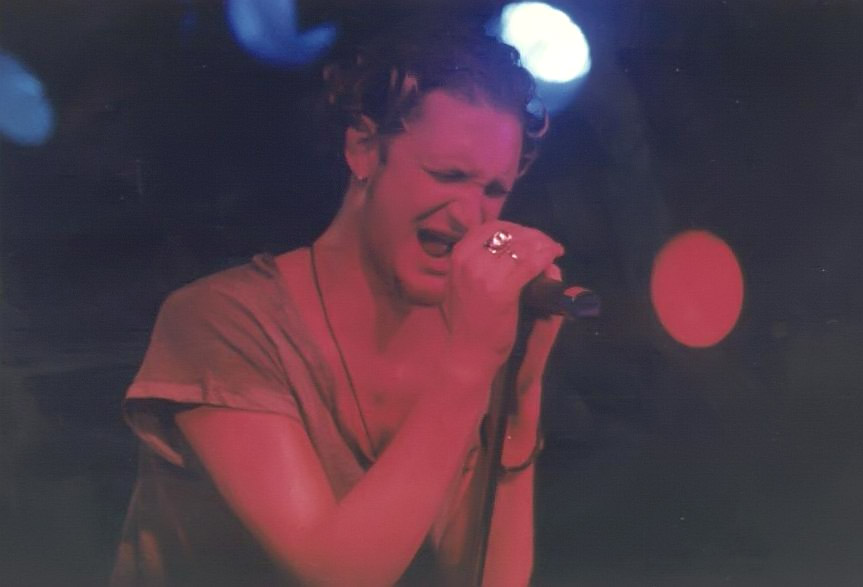
El vocalista Layne Staley.

Cantrell quería mantener unida a la banda e intentó mantenerse en contacto con Staley, pero la salud del vocalista le impedía continuar con su actividad musical. En febrero de 1997, la banda volvió a ser nominada a un premio Grammy por el tema «Again», aunque perdió de nuevo. A causa de la inactividad de Alice in Chains, Jerry Cantrell compuso y grabó su primer disco en solitario, Boggy Depot, en 1998. Incluyendo a Mike Inez y a Sean Kinney de Alice in Chains, se consideró a este trabajo como el disco "perdido" de la banda. En dicho álbum también trabajó el bajista de Primus, Les Claypool. Ese mismo año, Staley reunió a los miembros de la banda y grabó con ellos sus dos últimas canciones, «Get Born Again» y «Died», que fueron editadas en el box set de la banda, Music Bank. También se editó el recopilatorio Nothing Safe: Best of the Box, que contiene las canciones más exitosas de la banda. Poco después, se editó el disco en directo Live y otro recopilatorio, Greatest Hits, con los diez mayores éxitos de la discografía de Alice in Chains.
Aunque la banda nunca emitió ningún comunicado certificando su ruptura, se considera que esta vino de la mano de la muerte de Layne Staley el 5 de abril de 2002 a causa de una sobredosis de speedball (combinación de heroína y cocaína). La muerte de su novia en 1996 a causa de una endocarditis bacteriana había sumido al vocalista en una profunda depresión que intentó combatir por medio de las drogas. El cuerpo del cantante no fue encontrado hasta el día 20 de abril. La muerte de Staley hizo que el segundo disco solista de Cantrell, titulado Degradation Trip, fuese dedicado a la memoria del fallecido cantante.

### Reunión yBlack Gives Way to Blue(2005-2011)

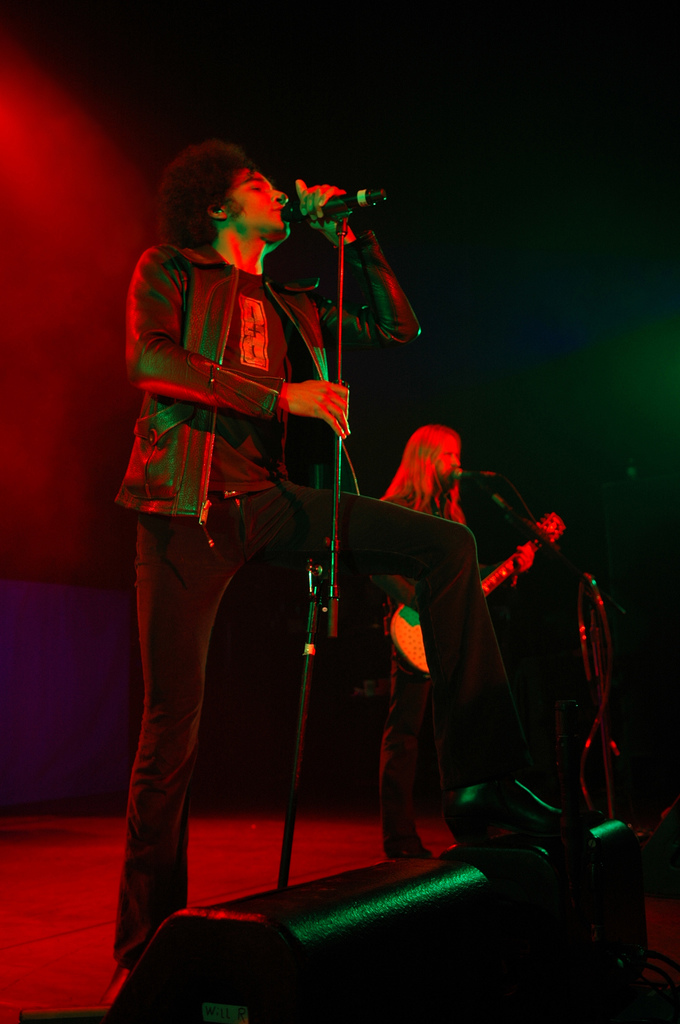
Alice in Chains durante la gira de 2006: en primer término, el vocalista William DuVall, y el guitarrista Jerry Cantrell.

No fue hasta tres años después, en febrero de 2005, cuando se volvió a ver a los miembros de Alice in Chains sobre un escenario. Kinney, Inez y Cantrell se unieron a vocalistas como Maynard James Keenan (Tool), Patrick Lachman (Damageplan), Wes Scantlin (Puddle of Mudd) y Ann Wilson (Heart), para realizar lo que se llamó Tsunami Benefit en Seattle, un concierto en favor de las víctimas del tsunami acaecido a finales del año 2004 en el este del océano Índico, dejando así la puerta abierta para una posible reunión de la banda.

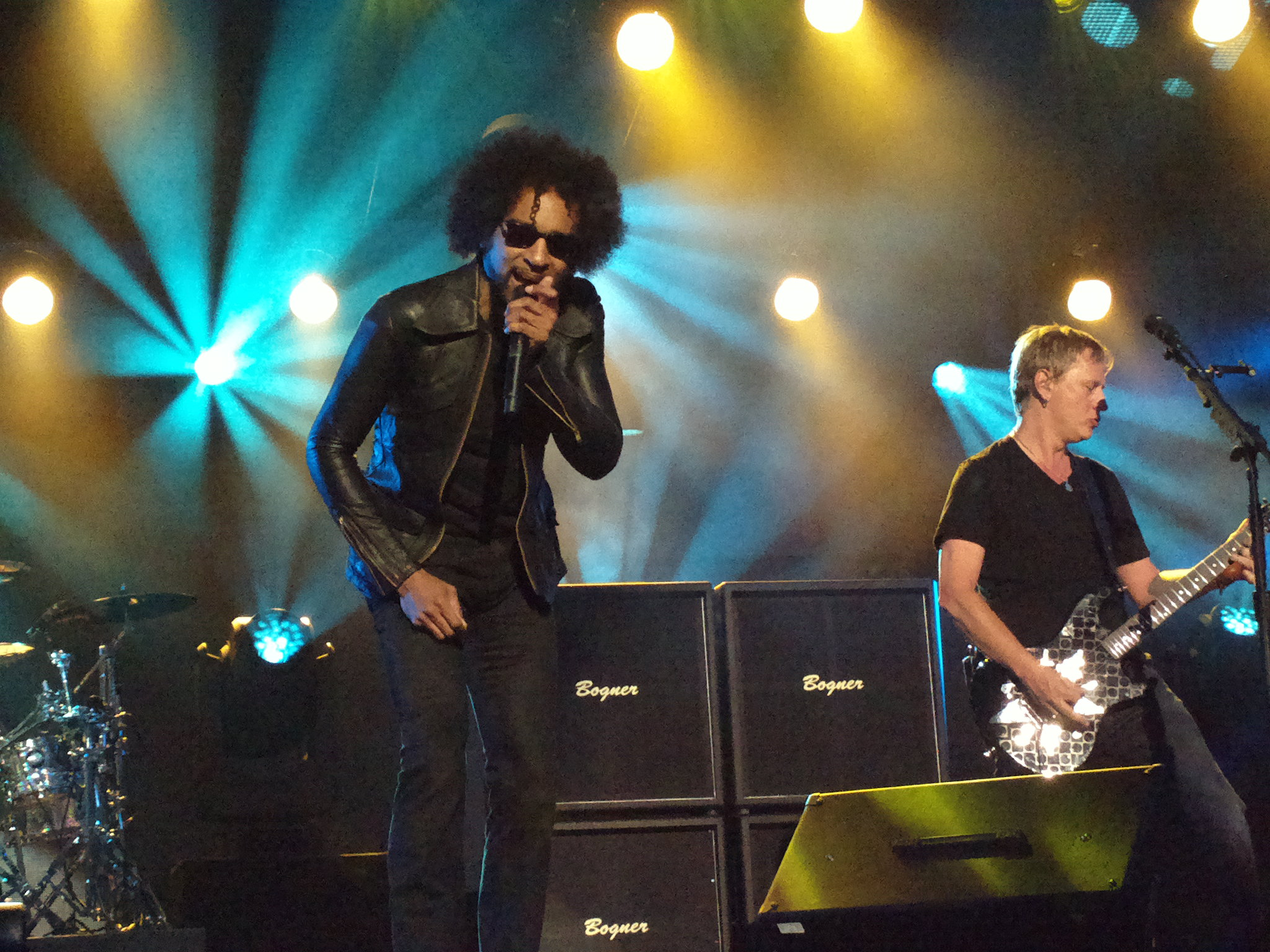
Alice in Chains con William DuVall en Jimmy Kimmel Live (2013)

Dicha reunión se concretó el 20 de marzo de 2006 para el programa de VH1 - Decades Rock Live!, en un programa dedicado a la banda Heart. En dicho programa se representaron los temas Would? con Phil Anselmo (cantante de Pantera y Down) y Rooster, con William DuVall, cantante y guitarrista de Comes with the Fall, y Ann Wilson, vocalista de Heart. Después de esto, la banda se embarcó en una corta gira por Europa y Estados Unidos y un breve tour por Japón. Coincidiendo con la reunión y gira de la banda, Sony publicó el recopilatorio The Essential Alice in Chains, un doble disco con 28 temas. Para dicha gira se reclutó al vocalista William DuVall y al bajista de Guns N' Roses, Duff McKagan, quien tocó la guitarra rítmica en algunas de las canciones. El 11 de junio de 2009 se anunció uno de los últimos discos de la banda, Black Gives Way to Blue, que salió a la venta el 29 de septiembre de 2009.

### Muerte de Mike Starr yThe Devil Put Dinosaurs Here(2011-2016)
El 8 de marzo de 2011 falleció el bajista de la formación original, Mike Starr. La policía recibió un aviso de la casa de Starr en torno a las 1:42 p. m., donde posteriormente encontraron su cuerpo. El informe de la policía muestra que el compañero de piso vio a Starr mezclando metadona y medicamentos para la ansiedad momentos antes de su muerte. Starr tenía 44 años.
El 12 de diciembre de 2012, Cantrell confirmó que el nuevo álbum se había completado. El primer sencillo, Hollow, debutó en línea el 18 de diciembre, disponible para descarga digital en enero de 2013 junto con un video musical oficial. El 13 de febrero de 2013, Alice in Chains publicó en Facebook que el nuevo título de su álbum sería un anagrama de las letras HVLENTPSUSDAHIEEOEDTI UR R. Al día siguiente anunciaron que el álbum sería llamado The Devil Put Dinosaurs Here, que fue lanzado el 28 de mayo de 2013.
Alice in Chains realizó una extensa gira por Estados Unidos, Canadá y Europa en 2013 y 2014. En mayo de 2013, la banda co-encabezó el festival anual MMRBQ con Soundgarden en Camden, Nueva Jersey. Cuando le preguntaron en septiembre de 2013 si Alice in Chains haría otro álbum, Cantrell respondió: "Pasará un tiempo. Han pasado cuatro años desde que sacamos el último, pero al menos no es la brecha que fue entre el último, así que está bien, unos tres o cuatro años".
La banda realizó una gira en el verano de 2015 y en el verano de 2016, incluyendo la apertura de espectáculos selectos para Guns N' Roses como parte de Not in This Lifetime... Tour. La banda terminó su gira de 2016 con un concierto en el Grand Sierra Resort and Casino en Reno, Nevada, el 8 de octubre de 2016.

### Rainier Fog(2017-2021)
En enero de 2017, Mike Inez declaró en una entrevista que la banda había comenzado a trabajar en un nuevo álbum. En junio de 2017, se informó que la banda volvería a Studio X (donde Alice in Chains grabó su álbum homónimo de 1995) para grabar un nuevo álbum más tarde ese mes, para un lanzamiento tentativo de principios de 2018. Las sesiones fueron dirigidas por Nick Raskulinecz, quien produjo los dos últimos álbumes de la banda.
La banda comenzó a grabar su sexto álbum de estudio el 12 de junio de 2017. El 11 de enero de 2018, el productor Nick Raskulinecz anunció vía Instagram que el álbum estaba casi terminado y que solo quedaba un día más de grabación. Durante una entrevista con Guitar World, publicada el 11 de abril de 2018, Jerry Cantrell dijo que el álbum fue grabado en cuatro estudios. Después de grabar en Studio X en Seattle, la banda fue a Nashville para grabar voces y guitarras en el estudio de Nick Raskulinecz. Pero Cantrell tuvo que tomar un descanso inesperado del trabajo por un par de semanas después de enfermar en un viaje a Cabo por el cumpleaños de Sammy Hagar. Cantrell hizo que el ingeniero de la banda, Paul Figueroa, entrara a su casa y grabara muchas de sus voces y solos allí. La banda terminó de grabar el álbum en Henson Recording Studios en Los Ángeles.
En la sala de prensa de la ceremonia de incorporación al Salón de la fama del Rock and Roll el 14 de abril de 2018, Cantrell reveló que Alice in Chains acababa de firmar con BMG, y que habían terminado de mezclar su nuevo álbum. La banda lanzó un nuevo sencillo, The One You Know, a través de Spotify, Amazon e iTunes el 3 de mayo de 2018. Un vídeo musical dirigido por Adam Mason fue lanzado en YouTube el mismo día.

### Próximo séptimo álbum de estudio (2022-actualidad)
En una entrevista de abril de 2022, el vocalista William DuVall reveló que estaba "seguro" de que Alice in Chains comenzaría a trabajar en su séptimo álbum de estudio más adelante en el año: "Nos impusieron mucho tiempo y creo que estamos pasando por este período de ponernos al día con las cosas que habíamos planeado para 2020 [y] 2021, y finalmente todos podemos hacerlo ahora. Entonces, es como un recurso provisional y solo estamos lidiando con todos estos proyectos acumulados que habíamos planeado hace unos años, así que una vez que nos pongamos al día con las cosas y pongamos en marcha estas fechas a fines del verano, estoy seguro de que generará un montón de ideas para el próximo álbum de estudio de Alice in Chains."

## Miembros

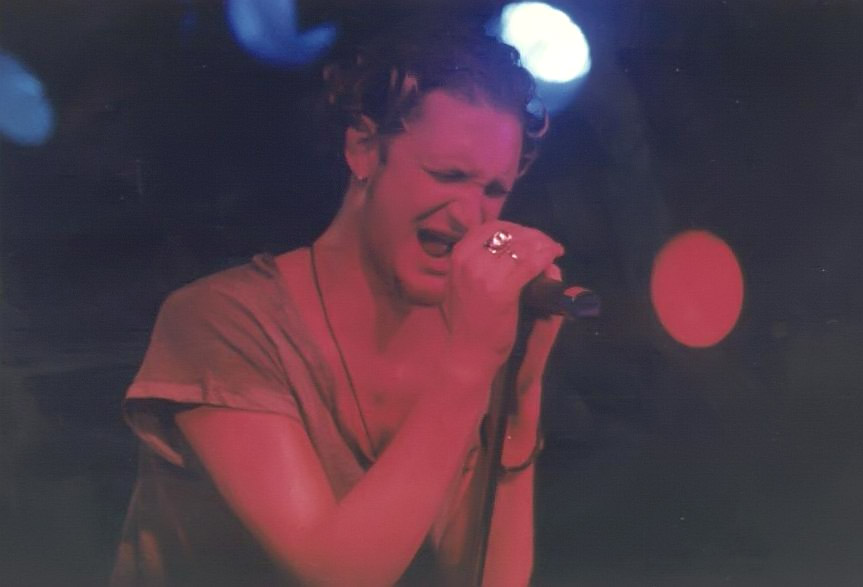
Layne Staley Voz, guitarra rítmica (1987-2002)
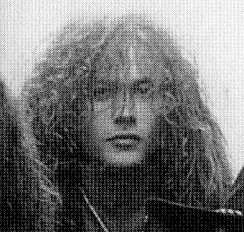
Mike Starr Bajo, coros (1987-1993)

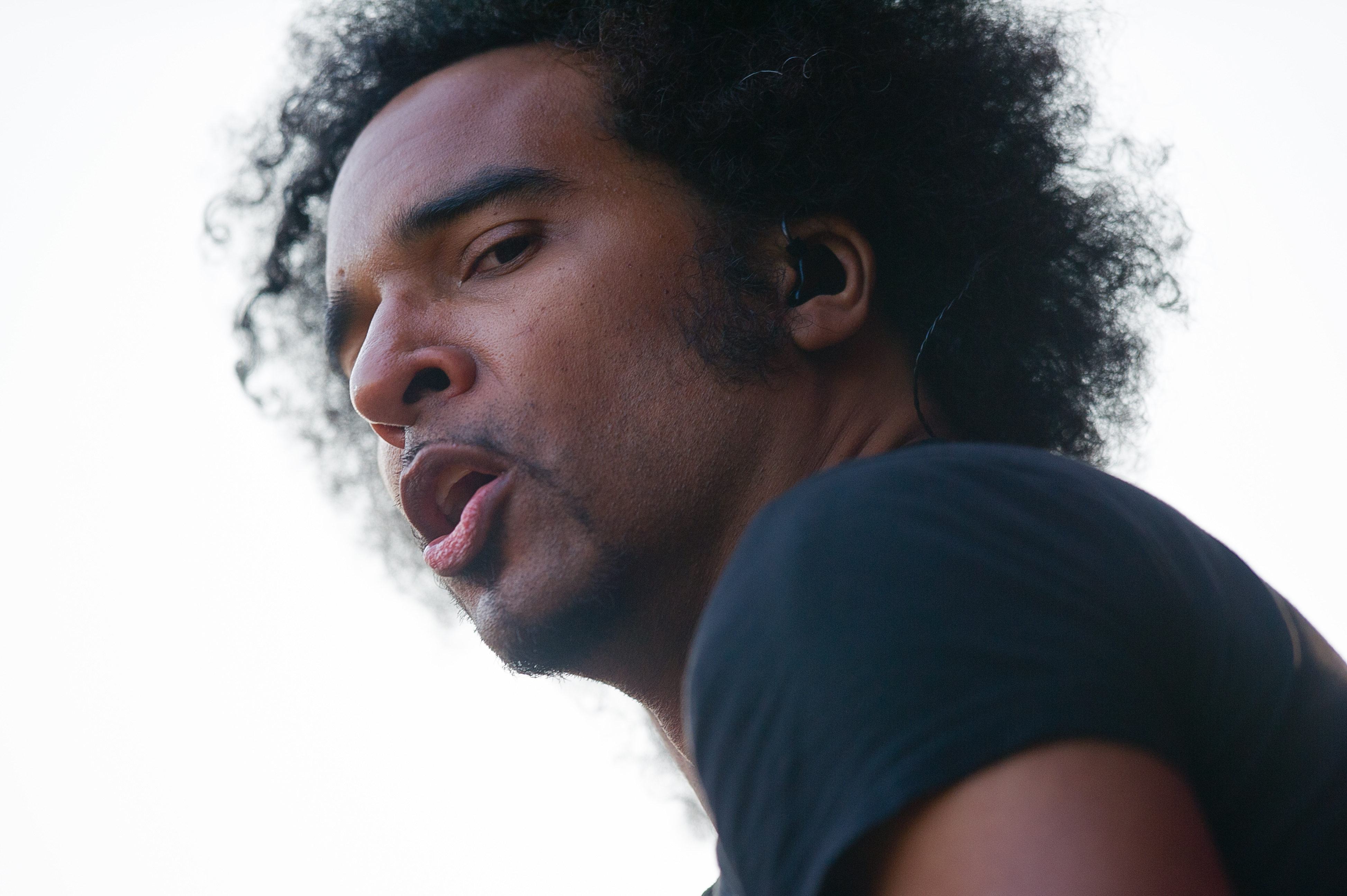
William DuVall Voz, guitarra rítmica
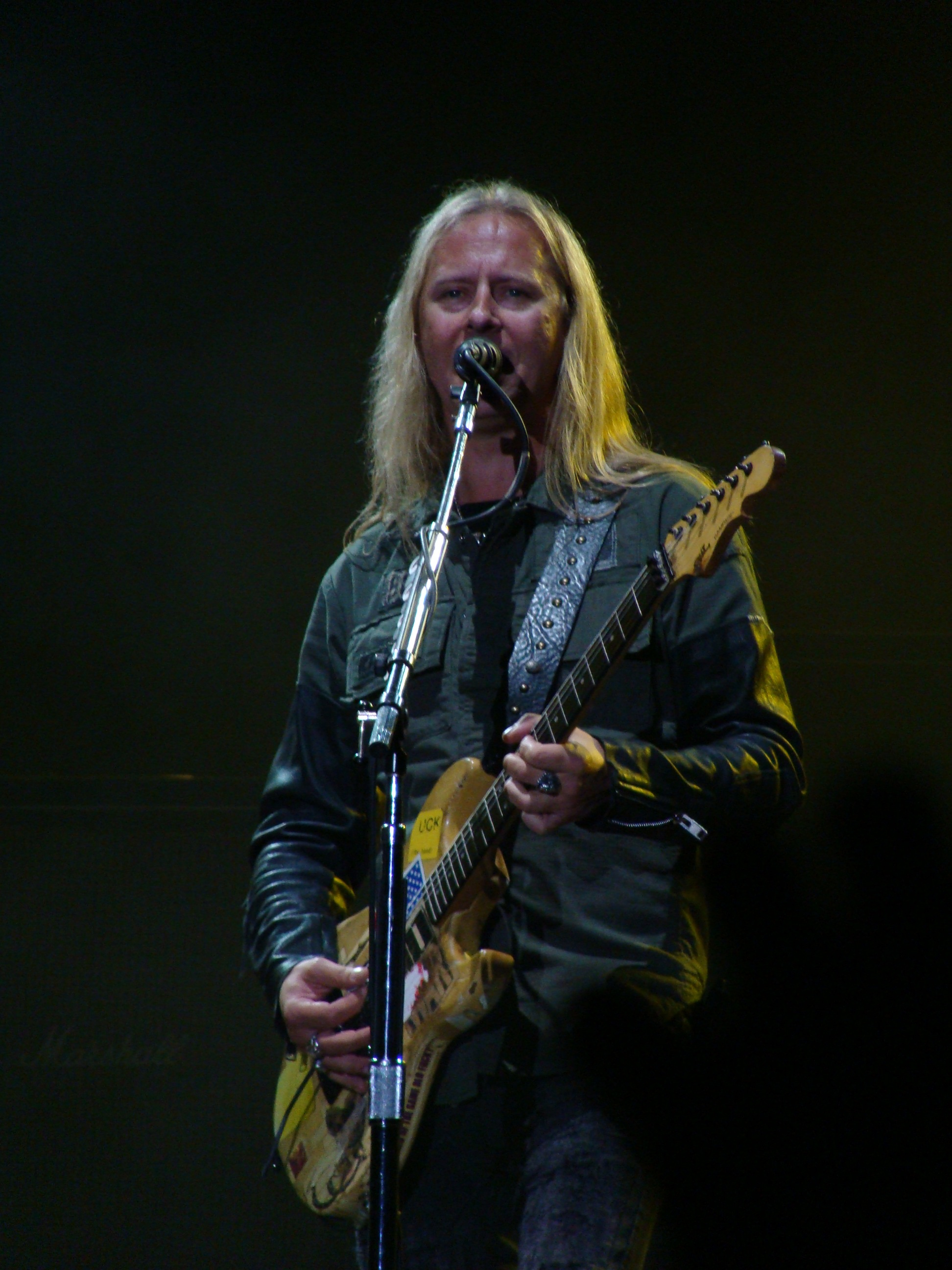
Jerry Cantrell Guitarra líder, voz
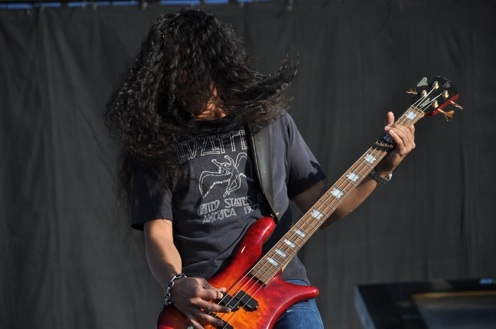
Mike Inez Bajo, coros
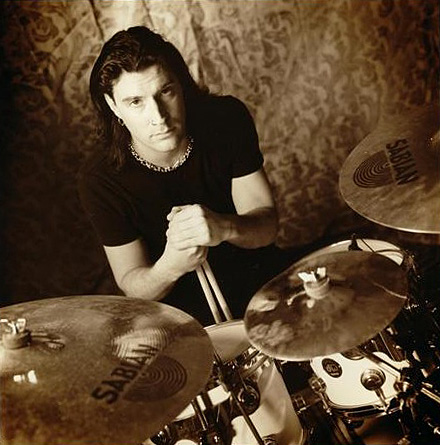
Sean Kinney Batería

Miembros anteriores
- Layne Staley 
Voz, guitarra rítmica (1987-2002)
- Mike Starr 
Bajo, coros (1987-1993)

## Discografía
Álbumes de estudio
- Facelift (1990)
- Dirt (1992)
- Jar of Flies (1994)
- Alice in Chains (1995)
- Black Gives Way to Blue (2009)
- The Devil Put Dinosaurs Here (2013)
- Rainier Fog (2018)

Referencia de discografía